# Theodore Victor Olsen
Theodore Victor Olsen (25. dubna 1932, Rhinelander (Wisconsin) – 13. července 1993, tamtéž) byl americký spisovatel westernů.

## Život
Olsen začal psát již na střední škole v Rhinelanderu, kterou dokončil roku 1950. Poté studoval na univerzitě ve Stevens Pointu, kde promoval v roce 1955. Svá první díla uveřejňoval v pulp magazínech, první knihu vydal v roce 1956. Prakticky celý život prožil v rodném městě. Aby jeho příběhy byly věrohodné, pečlivě studoval život na americkém západě.
Ve svých westernech, z nichž dva byly zfilmovány, věnuje pozornost osidlování Západu i nelítostnému boji bílých proti Indiánům, který skončil téměř jejich úplným vyhlazením. Neidealizuje v nich jejich hrdiny, ani bělochy ani indiány.
Pod literárními pseudonymy Christopher Storm, Cass Willoughby a Joshua Stark psal také knihy jiných žánrů (např. historické příběhy).

## Dílo

### Westerny
- Gunswift (1950),
- Haven of the Hunted (1956),
- Man from Nowhere (1959),
- McGivern (1960),
- High Lawless (1960),
- Brand of the Star (1961),
- Savage Sierra (1963),
- Man Called Brazos (1964),
- Canyon of the Gun (1965),
- Stalking Moon, (1965, Plíživý měsíc), zfilmováno.
- The Hard Men (1966),
- Blizzard Pass (1968),
- Arrow in the Sun (1970), zfilmováno jako Soldier Blue,
- Burning Sky (1971),
- Man Named Yuma (1971),
- Bitter Grass (1971),
- Summer of the Drums (1972, Léto bubnů),
- Mission to the West (1973),
- Eye of the Wolf (1973),
- Run to the Mountain (1974),
- Starbuck's Brand, (1974),
- Day of the Buzzard (1976),
- Westward They Rode (1976),
- Track the Man Down (1976),
- Bonner's Stallion (1977),
- Rattlesnake (1979),
- Lockhart Breed (1982),
- Red is the River (1983),
- Lazlo's Strike (1983),
- Blood of the Breed (1985),
- Lonesome Gun (1985),
- Blood Rage (1987),
- Killer is Waiting (1988),
- Break the Young Land (1988),
- Under the Gun (1989),
- Keno, (1991),
- Golden Chance (1992), za tento román obdržel autor cenu Golden Spur udělovanou za díla v oblasti westernu,[4]
- There was a Season (1994), posmrtně,
- Deadly Pursuit (1995), posmrtně vydané pokračování románu Golden Chance,
- Treasures of the Sun, (1998), posmrtně,
- Lost Colony (1999), posmrtně,
- Vanishing Herd (2001), posmrtně,

### Ostatní próza
- Brothers of the Sword, (1962), historický příběh z doby Vikingů.
- Rhinelander Country Series, literatura faktu:
  - Roots of the North (1979),
  - Birth of a City (1983),
  - Our First Hundred Years (1993).
- Lone Hand (Frontier Stories) (1998), posmrtně vydané povídky.
- Man without a Past (Frontier Stories) (2001), posmrtně vydané povídky.

## Filmové adaptace
- The Stalking Moon (1968, Plíživý měsíc), americký film, režie Robert Mulligan, v hlavních rolich Gregory Peck a Eva Marie Saint.
- Soldier Blue (1970), americký film, režie Ralph Neslon.

## Česká vydání
- Plíživý měsíc, Československý spisovatel, Praha 1972, přeložil Tomáš Korbař, znovu Ivo Železný, Praha 1993.
- Léto bubnů, Albatros, Praha 1979, přeložila Naďa Klevisová.